# USA's andendame
USA's andendame eller USA's andenherre (Second Lady of the United States forkortet SLOTUS eller Second Gentleman of the United States forkortet SGOTUS), er den uformelle titel på ægtefællen til USA's vicepræsident. Den nuværende andendame er Usha Vance, der er gift med vicepræsident J.D. Vance.
Det står i kontrast til førstedamen af USA. Titlen af andendame- eller mand bliver ikke brugt særlig ofte. Begrebet blev første gang brugt af Jennie Tuttle Hobart - som var gift med vicepræsident Garret Hobart (1897-1899) - til at referere til sig selv.
Senere, forsvandt titlen igen, men blev genoplivet i 1980'erne. I løbet af 1990'erne gik man igen væk fra titlen til fordel for at bruge "vicepræsidentens kone", men blev så igen genoprettet under Obamas præsidentperiode.
Titlen blev fortsat brugt af præsident Trump selvom Trump 6 måneder inde i sin præsidentperiode sagde at han aldrig havde hørt om ordet.
15 andendamer er senere blevet førstedamer af USA idet deres ægtefæller blev valgt som præsidenter. Den første til at gøre dette var Abigail Adams, hustru til John Adams som var den første vicepræsident af USA fra 1789-97 og den anden præsident fra 1797-1801. Den sidste til at gøre dette var Jill Biden som er gift med Joe Biden, USA's 47. vicepræsident og 46. præsident.
Den 20. januar 2021 blev Doug Emhoff den første andenherre af USA i det hans kone Kamala Harris blev den første kvindelige vicepræsident i amerikansk historie. Ligeledes blev han den første mandlige ægtefælle til enten en amerikansk præsident eller vicepræsident.